# Davoud Akhlagi
Davoud Akhlagi (persisch داوود اخلاقی صفا; * 16. April 1944) ist ein ehemaliger iranischer Radrennfahrer.

## Sportliche Laufbahn
Davoud Akhlagi war im Straßenradsport aktiv. Er war Teilnehmer der Olympischen Sommerspiele 1964 in Tokio. Das olympische Straßenrennen beendete er nicht. Im Mannschaftszeitfahren wurde das Team aus dem Iran mit Davoud Akhlagi, Mashallah Amin Sorour, Sayed Esmail Hosseini und Akbar Poudeh 22. des Rennens.
Bei den Asienspielen 1966 in Bangkok gewann er die Bronzemedaille im Mannschaftszeitfahren.